# Smithereens (Joji)
Smithereens è il terzo album in studio del cantante giapponese Joji, pubblicato il 4 novembre 2022 dalla 88rising e Warner.
Anticipato dal singolo di successo internazionale Glimpse of Us e Yukon (Interlude), l'album è suddiviso in due parti per un totale di nove tracce.

## Tracce
Parte 1
1. Glimpse of Us – 3:53 (Alexis Kesselman, Connor McDonough, Riley McDonough, Castle)
2. Feeling like the End – 1:42 (George Miller, Keith Varon, Lauren Sanderson, Suburban Plaza, Tim Randolph, Ethan Snoreck,)
3. Die for You – 3:31 (Dewain Whitmore Jr., Jacob Ray, Patrick Smith, Taylor Dexter, Wesley Singerman)
4. Before the Day Is Over – 3:33 (Justin Parker, Sam Dew)
5. Dissolve – 2:57 (George Miller, Benjamin Bailey, Derrell Jackson, Suburban Plaza)

Parte 2
1. Night Rider – 2:07 (George Miller, Isaac Sleator)
2. BlahBlahBlah Demo – 2:22 (George Miller, Aaron Reyes, Wonton Jesus)
3. Yukon (Interlude) – 2:21 (George Miller, Isaac Sleator)
4. 1AM Freestyle – 1:53 (Christopher Cleere, Daniel Krieger, Daniel Tannenbaum, Joseph Verdi, Marius Feder, Sergiu Gherman, Tyler Mehlenbacher, Vincent Verdi)

## Classifiche
| Classifica (2022-23) | Posizione massima |
| -------------------- | ----------------- |
| Australia            | 3                 |
| Austria              | 18                |
| Belgio (Fiandre)     | 27                |
| Belgio (Vallonia)    | 74                |
| Canada               | 3                 |
| Danimarca            | 25                |
| Finlandia            | 12                |
| Francia              | 61                |
| Germania             | 52                |
| Irlanda              | 15                |
| Islanda              | 9                 |
| Italia               | 54                |
| Lituania             | 2                 |
| Norvegia             | 4                 |
| Nuova Zelanda        | 3                 |
| Paesi Bassi          | 23                |
| Regno Unito          | 13                |
| Spagna               | 28                |
| Stati Uniti          | 5                 |
| Svezia               | 11                |
| Svizzera             | 29                |
| Ungheria             | 15                |